# Audrey Tang
Audrey Tang Feng (znaky: 唐鳳, pchin-jin: Táng Fèng;* 18. dubna 1981 Tchaj-pej) je tchajwanská programátorka, která zastává od roku 2016 funkci ministryně pro digitalizaci.
Narodila se jako muž jménem Autrijus Tang, v roce 2005 prošla změnou pohlaví. Její inteligenční kvocient dosahuje hodnoty 180. Hlásí se názorově ke konzervatismu a anarchismu.
Proslula jako zázračné dítě, programovat začala v osmi letech. Věnovala se jazyku Perl 6 a od devatenácti let pracovala v Silicon Valley. Je zastánkyní svobodného softwaru.
V roce 2014 se stala podporovatelkou slunečnicového hnutí. V roce 2016 ji premiér Lin Chuan pozval do vlády a stala se tak první transgender ministryní v dějinách země. Usiluje o větší transparentnost úřadů, organizuje elektronické petice a podporuje startupy. Podílela se na zvládnutí pandemie covidu-19 díky inovativnímu využití sociálních sítí ke komunikaci s veřejností.